# Jerzy Rembowski
Jerzy Rembowski (ur. 13 kwietnia 1887 w Działoszynie, zm. 16 października 1958 w Sieradzu) – żołnierz Legionu Puławskiego i Wojska Polskiego, uczestnik I wojny światowej i kampanii wrześniowej, kawaler Orderu Virtuti Militari.

## Życiorys
Urodził się w rodzinie sędziego Tadeusza i Florentyny z d. Kiełczewska. Absolwent gimnazjum we Lwowie i Wyższej Szkoły Inżynierskiej w Darmstadt. Działał w drużynach strzeleckich. Od stycznia 1915 w Legionie Puławskim, żołnierz 1 szwadronu kawalerii w którym walczył podczas I wojny światowej.
„Odznaczył się podczas walk odwrotowych w pobliży Brześcia nad Bugiem /3 IX 1915/; wysłany na czele patrolu zwiadowczego, stoczył zwycięską potyczkę z oddziałem niemieckim. W wyniku akcji wzięto do niewoli jeńców oraz zdobyto sprzęt wojenny”. Za tę postawę otrzymał Order Virtuti Militari.
Ranny podczas walk, przebywał w szpitalu w Moskwie na leczeniu. Zwolniony z Legionów w lutym 1919.
Pracował następnie jako inżynier w Okręgu Dró Wodnych w Puławach. Prowadził też własne przedsiębiorstwo geodezyjne i pracował jako urzędnik w Urzędzie Ziemskim w Piotrkowie. Brał udział w walkach podczas kampanii wrześniowej za którą został odznaczony powtórnie Orderem Virtuti Militari.
Zmarł w Sieradzu i tam został pochowany. Był żonaty. Nie posiadał dzieci.

## Ordery i odznaczenia
- Krzyż Srebrny Orderu Wojskowego Virtuti Militari nr 5354 – 12 kwietnia 1922[2][1]